# Carex prahliana
Carex prahliana är en halvgräsart som beskrevs av Paul Junge. Carex prahliana ingår i släktet starrar, och familjen halvgräs. Inga underarter finns listade i Catalogue of Life.